# 氷川神社 (志木市柏町)
氷川神社（ひかわじんじゃ）は、埼玉県志木市の神社。

## 歴史
創建の年代については、以下の説ある。いずれの説でも、平安時代に創建されていたとしており、相当の古社であることが推測される。
1. 延暦年間（782年 - 806年）に坂上田村麻呂によって創建された説
2. 貞観年間（859年 - 877年）に藤原長勝によって創建された説
3. 1149年（久安5年）に高野大膳亮師之によって創建された説

当社の通称は「館（舘）氷川神社」である。これは第2説の創建者の藤原長勝の館があったことに由来している。
1907年（明治40年）の神社合祀により、周辺の15社が合祀された。

## 文化財
- 舘氷川神社の図像板碑（志木市指定文化財 平成元年3月31日指定）[2]
- 舘氷川神社修復記念碑（志木市指定文化財 平成7年1月5日指定）[3]

## 交通アクセス
- 志木駅より徒歩19分。